# Colostygia pontissalaria
Colostygia pontissalaria là một loài bướm đêm trong họ Geometridae.